# Norberto Scoponi
Norberto Hugo Scoponi (* 13. Januar 1961 in Rosario) ist ein ehemaliger argentinischer Fußballtorhüter. Auf Vereinsebene lange Zeit bei den Newell’s Old Boys aktiv und dort auch sehr erfolgreich, nahm er mit der Nationalmannschaft seines Heimatlandes auch an der Fußball-Weltmeisterschaft 1994 in den USA teil.

## Karriere

### Vereinskarriere
Norberto Scoponi, geboren 1961 in Rosario, der drittgrößten Stadt Argentiniens, begann mit dem Fußballspielen in den Jugendabteilungen des dort ansässigen Vereins Newell’s Old Boys, wo er 1982 schließlich im Alter von 21 Jahren in die erste Mannschaft aufgenommen wurde. In den folgenden zwölf Jahren bis 1994 spielte der Torhüter nun für die Newell’s Old Boys, und das durchaus erfolgreich. Zum ersten Mal 1987/88 erzielte man den Gewinn der argentinischen Fußballmeisterschaft, als man in der Primera División den ersten Platz mit sechs Punkten Vorsprung auf CA San Lorenzo de Almagro belegte. Im gleichen Jahr erreichte das Team von Trainer José Yudica das Endspiel in der Copa Libertadores, dem wichtigsten Fußballwettbewerb für Vereinsmannschaften in Südamerika. Dort scheiterte man jedoch trotz eines 1:0-Hinspielsieges nach einem 0:3 nach Verlängerung gegen den uruguayischen Vertreter Nacional Montevideo. Norberto Scoponi stand bei beiden Finalspielen im Tor der Newell’s Old Boys, genauso wie vier Jahre später beim zweiten und bis heute letzten Libertadores-Finale des Vereins. Die mittlerweile von Klublegende Marcelo Bielsa trainierte Mannschaft um Spieler wie Mauricio Pochettino, Gerardo Martino oder eben Scoponi setzte sich im Halbfinale gegen América de Cali im Elfmeterschießen durch, verpasste aber in ebendiesem ein paar Wochen später auch den Titelgewinn. Nachdem man das Hinspiel im heimischen Estadio Gigante de Arroyito mit 1:0 gegen den FC São Paulo gewonnen hatte, siegten die Brasilianer im Rückspiel auch 1:0, nach der Verlängerung stand das Resultat immer noch. Im nun folgenden Elfmeterschießen zeigte São Paulo die besseren Nerven und gewann mit 3:2. Bereits zuvor aber hatte Norberto Scoponi mit den Newell’s Old Boys zwei weitere argentinische Meistertitel gewonnen. In der Saison 1990/91 gewann man das Meisterschaftsendspiel gegen die Boca Juniors mit 3:1 im Elfmeterschießen, während man nach Umstellung des Ligabetriebes auf Apertura/Clausura 1992 die Clausura-Meisterschaft siegreich gestaltete. Dort rangierte man am Ende zwei Punkte vor CA Vélez Sársfield auf dem ersten Tabellenrang.
Norberto Scoponi blieb bis 1994 bei den Newell’s Old Boys und machte insgesamt 380 Ligaspiele für den Verein. Danach schloss er sich 33-jährig dem mexikanischen Erstligisten CD Cruz Azul an, machte in zwei Jahren 66 Ligaspiele und verließ Mexiko zur Saison 1998 wieder, um in seine argentinische Heimat zurückzukehren. Nach drei Spielzeiten für Independiente Avellaneda und 27 Einsätzen in der Primera División beendete Norberto Scoponi seine fußballerische Karriere im Alter von 39 Jahren.

### Nationalmannschaft
Ohne jemals ein Länderspiel für die Nationalmannschaft seines Heimatlandes bestritten zu haben, nominierte Nationalcoach Alfio Basile den Torhüter von Newell’s Old Boys für die Fußball-Weltmeisterschaft 1994 in den Vereinigten Staaten. Bei dem Turnier war Scoponi jedoch nur dritte Wahl hinter Sergio Goycochea sowie Luis Islas und kam nicht zum Einsatz. Die argentinische Mannschaft indes schied als amtierender Vizeweltmeister bereits im Achtelfinale gegen den Außenseiter aus Rumänien aus, nachdem man schon die Vorrunde nur mit großen Problemen überstanden hatte.

## Erfolge
- Endspiel um die Copa Libertadores: 2×

1988 und 1992 mit den Newell’s Old Boys
- Argentinische Meisterschaft: 3×

1987/88, 1990/91 und Clausura 1992 mit den Newell’s Old Boys
- Copa América: 1×

1993 mit der argentinischen Nationalmannschaft